# 歌樂
歌樂股份有限公司，（英語：Clarion Co., Ltd.，簡稱歌樂），則在1940年於本市創立名為「白山無線電機株式会社」，其後和「瀧澤無線電機工業 (株)」合併，更名為「帝国電波 (株)」，而公司則在1962年和1969年，分別於東京和大阪交易所上市，直至1970年更名。
2006年，正式被日立製作所進行收購。
2018年10月26日，斯泰蘭蒂斯旗下佛吉亚，以899億日元收購，而日立製作所則出售所有股權，直至2019年3月25日撤銷上市止。

## 連結
- 官方网站